# Liste der Alpenpässe
Die Liste der Alpenpässe zeigt eine Auswahl von Gebirgspässen in den Alpen, die mindestens eine Höhe von 950 m Höhe über dem Meeresspiegel erreichen und für den Straßen- und/oder Schienenverkehr genutzt werden.

## Liste der Pässe
| Name                                                                          | Höhe          | Land   | Bundesland – Region                        | Département – Kanton, Land, Verbindung zwischen             | Ausbau (T, ST, BT) 1                                  | Koordinaten                  |
| ----------------------------------------------------------------------------- | ------------- | ------ | ------------------------------------------ | ----------------------------------------------------------- | ----------------------------------------------------- | ---------------------------- |
| Ächerli                                                                       | 1458 m        | CH     | Obwalden, Nidwalden                        | Kerns – Dallenwil                                           | Straße                                                | 46° 54′ 28″ N, 8° 20′ 22″ O  |
| Les Agites                                                                    | 1569 m        | CH     | Waadt                                      | Yvorne – La Lécherette                                      | Straße                                                | 46° 21′ 51″ N, 6° 57′ 15″ O  |
| Col Agnel Colle dell’Agnello                                                  | 2746 m        | F, I   | Hautes-Alpes – Piemonte                    | Château Queyras (1385 m) – Sampeyre (980 m)                 | Straße                                                | 44° 41′ 6″ N, 6° 58′ 46″ O   |
| Albulapass                                                                    | 2312 m        | CH     | Graubünden                                 | Surava – La Punt Chamues-ch                                 | Straße Eisenbahn-ST                                   | 46° 34′ 53″ N, 9° 50′ 20″ O  |
| Col d’Allos                                                                   | 2247 m        | F      | Alpes-de-Haute-Provence                    | Barcelonnette – Colmars                                     | Straße                                                | 44° 17′ 49″ N, 6° 35′ 39″ O  |
| Ammersattel                                                                   | 1118 m        | A, D   | Bayern – Tirol                             | Ettal – Reutte                                              | Straße                                                | 47° 31′ 59″ N, 10° 53′ 2″ O  |
| Col d’Andrion                                                                 | 1681 m        | F      | Alpes-de-Haute-Provence– Alpes-Maritimes   | Pont de la Mescla (220 m) – Roquebilliêre (607 m)           | Straße                                                | 43° 59′ 58″ N, 7° 14′ 12″ O  |
| Col des Aravis                                                                | 1487 m        | F      | Savoie – Haute-Savoie                      | St.-Jean-de-Sixt – Flumet                                   | Straße                                                | 45° 52′ 21″ N, 6° 27′ 51″ O  |
| Arlberg                                                                       | 1793 m        | A      | Tirol – Vorarlberg                         | St. Anton am Arlberg – Stuben                               | Straße Eisenbahn-BT Schnellstraßen-BT                 | 47° 7′ 48″ N, 10° 12′ 40″ O  |
| Forcella Aurine                                                               | 1299 m        | I      | Belluno                                    | Villa Sant’Andrea – Frassene                                | Straße                                                | 46° 14′ 12″ N, 11° 58′ 28″ O |
| Grosser St. Bernhard– Colle del Gran San Bernardo– Col du Grand Saint-Bernard | 2469 m        | CH, I  | Wallis– Vallée d’Aoste                     | Martigny – Aosta                                            | Straße Hauptstraße-T                                  | 45° 52′ 12″ N, 7° 10′ 19″ O  |
| Kleiner Sankt Bernhard                                                        | 2188 m        | F, I   | Savoie – Vallée d’Aoste                    | Bourg-Saint-Maurice – Pre St. Didier                        | Hauptstraße                                           | 45° 40′ 49″ N, 6° 53′ 2″ O   |
| Berninapass                                                                   | 2328 m        | CH     | Graubünden                                 | Celerina – Campocologno                                     | Straße Eisenbahn                                      | 46° 24′ 45″ N, 10° 1′ 43″ O  |
| Bielerhöhe (Silvretta)                                                        | 2036 m        | A      | Vorarlberg – Tirol                         | Galtür – Partenen                                           | Straße                                                | 46° 55′ 4″ N, 10° 5′ 31″ O   |
| Col de la Bonette                                                             | 2715 m        | F      | Alpes-de-Haute-Provence – Alpes-Maritimes  | Jausiers – St. Etienne de Tinée                             | Straße                                                | 44° 19′ 36″ N, 6° 48′ 26″ O  |
| Passo Bordala                                                                 | 1255 m        | I      | Trentino                                   | Ronzo-Chienis – Bordala                                     | Straße                                                | 45° 54′ 28″ N, 10° 58′ 41″ O |
| Col de Braus                                                                  | 1002 m        | F      | Alpes-Maritimes                            | Sospel – L’Escarene                                         | Straße                                                | 43° 52′ 18″ N, 7° 23′ 48″ O  |
| Brennerpass                                                                   | 1374 m        | A, I   | Tirol – Trentino/Südtirol                  | Gries am Brenner – Sterzing                                 | Straße – Autobahn - Eisenbahn - Eisenbahn-BT (im Bau) | 47° 0′ 12″ N, 11° 30′ 27″ O  |
| Passo Brocon                                                                  | 1615 m        | I      | Trentino/Südtirol                          | Castello – Canàl San Bovo                                   | Straße                                                | 46° 7′ 7″ N, 11° 41′ 18″ O   |
| Brünigpass                                                                    | 1002 m        | CH     | Bern – Obwalden                            | Meiringen – Giswil                                          | Hauptstraße Eisenbahn                                 | 46° 45′ 28″ N, 8° 8′ 16″ O   |
| Buchener Höhe                                                                 | 1256 m        | A      | Tirol                                      | Leutasch – Telfs/Seefeld                                    | Straße                                                | 47° 20′ 15″ N, 11° 7′ 22″ O  |
| Passo Campo Carlo Magno                                                       | 1682 m        | I      | Trentino/Südtirol                          | Male – Pinzolo                                              | Straße                                                | 46° 14′ 32″ N, 10° 50′ 20″ O |
| Campolongopass                                                                | 1875 m        | I      | Veneto                                     | Arabba – Corvara                                            | Straße                                                | 46° 31′ 12″ N, 11° 52′ 27″ O |
| Colle san Carlo                                                               | 1950 m        | I      | Vallée d’Aoste                             | Morgex – La Thuile                                          | Straße                                                | 45° 44′ 34″ N, 6° 59′ 14″ O  |
| Col de la Cayolle                                                             | 2326 m        | F      | Alpes-de-Haute-Provence – Alpes-Maritimes  | Barcelonnette – St. Martin d’Entraunes                      | Straße                                                | 44° 15′ 27″ N, 6° 44′ 45″ O  |
| Passo Cereda                                                                  | 1369 m        | I      | Trentino                                   | Tonadico – Gosaldo                                          | Straße                                                | 46° 11′ 38″ N, 11° 54′ 43″ O |
| Col de Champex                                                                | 1498 m        | CH     | Wallis                                     | Les Valettes – Orsières                                     | Straße                                                | 46° 1′ 55″ N, 7° 6′ 25″ O    |
| Col des Champs                                                                | 2095 m        | F      | Alpes-de-Haute-Provence – Alpes-Maritimes  | Colmars – St. Martin d’Entraunes                            | Straße                                                | 44° 10′ 34″ N, 6° 41′ 34″ O  |
| Sella Ciampigotto                                                             | 1790 m        | I      | Veneto                                     | Domegge di Cadore – Val Pesarina                            | Straße                                                | 46° 29′ 17″ N, 12° 34′ 44″ O |
| Passo Cibiana                                                                 | 1530 m        | I      | Veneto                                     | Forno di Zoldo – Valle di Cadore                            | Straße                                                | 46° 22′ 27″ N, 12° 15′ 32″ O |
| Passo Cinque Croci                                                            | 2019 m        | I      | Trentino                                   | Forno di Strigno – Canal San Bovo                           | Fahrweg                                               | 46° 10′ 31″ N, 11° 33′ 0″ O  |
| Passo Coe                                                                     | 1610 m        | I      | Trentino/Südtirol                          | Folgaria – Tonezza del Cimone                               | Straße                                                | 45° 52′ 32″ N, 11° 13′ 15″ O |
| Col de la Colle-Saint-Michel                                                  | 1431 m        | F      | Haute-Provence                             | Annot – Thorame-Haute                                       | Straße                                                | 44° 2′ 48″ N, 6° 35′ 35″ O   |
| Col de la Colombière                                                          | 1613 m        | F      | Haute-Savoie                               | La Clusaz – Cluses                                          | Straße                                                | 45° 59′ 32″ N, 6° 28′ 33″ O  |
| Passo di Croce Domini                                                         | 1862 m        | I      | Lombardia                                  | Breno – Bagolino                                            | Straße                                                | 45° 54′ 27″ N, 10° 24′ 34″ O |
| Passo di Croce d’Aune                                                         | 1015 m        | I      | Veneto                                     | Aune – Pedavena                                             | Straße                                                | 46° 3′ 43″ N, 11° 49′ 48″ O  |
| Col de la Croix (Waadt)                                                       | 1778 m        | CH     | Waadt                                      | Ollon – Les Diablerets                                      | Straße                                                | 46° 19′ 27″ N, 7° 7′ 43″ O   |
| Croix de Coeur                                                                | 2174 m        | CH     | Wallis                                     | Riddes – Verbier                                            | Straße                                                | 46° 7′ 19″ N, 7° 13′ 56″ O   |
| Col de la Croix de Fer                                                        | 2067 m        | F      | Savoie                                     | St-Jean-de-Maurienne – Col du Glandon                       | Straße                                                | 45° 13′ 40″ N, 6° 12′ 9″ O   |
| Col de la Croix Fry                                                           | 1477 m        | F      | Haute-Savoie                               | La Clusaz – Les Cles                                        | Straße                                                | 45° 52′ 36″ N, 6° 24′ 12″ O  |
| Col de la Couillole                                                           | 1678 m        | F      | Alpes-Maritimes                            | Beuil – St. Sauveur sur Tinée                               | Straße                                                | 44° 6′ 1″ N, 7° 1′ 22″ O     |
| Passo Duran                                                                   | 1601 m        | I      | Veneto                                     | Agordo – Forno di Zoldo                                     | Straße                                                | 46° 19′ 30″ N, 12° 5′ 45″ O  |
| Dientener Sattel                                                              | 1342 m        | A      | Salzburg                                   | Lend – Bischofshofen                                        | Straße                                                | 47° 23′ 29″ N, 13° 3′ 22″ O  |
| Passo d’Eira                                                                  | 2209 m        | I      | Lombardia                                  | Livigno – Bormio                                            | Straße                                                | 46° 32′ 17″ N, 10° 9′ 57″ O  |
| Col de l’Echelle                                                              | 1766 m        | F, I   | Haute-Alpes – Piemont                      | Bardonecchia – La Vachette                                  | Straße                                                | 45° 1′ 35″ N, 6° 39′ 24″ O   |
| Eisentalhöhe                                                                  | 2042 m        | A      | Kärnten                                    | Innerkrems – Schiestelscharte                               | Straße                                                | 46° 56′ 9″ N, 13° 45′ 32″ O  |
| Colle d’Esischie                                                              | 2370 m        | I      | Piemont                                    | Canosio – Colle dei Morti                                   | Straße                                                | 44° 23′ 47″ N, 7° 7′ 28″ O   |
| Passo di Falzarego                                                            | 2105 m        | I      | Veneto                                     | Andráz – Cortina d’Ampezzo                                  | Straße                                                | 46° 31′ 8″ N, 12° 0′ 34″ O   |
| Faschinajoch                                                                  | 1486 m        | A      | Vorarlberg                                 | Mellau – Sonntag                                            | Straße                                                | 47° 16′ 18″ N, 9° 54′ 27″ O  |
| Passo Fedaia                                                                  | 2057 m        | I      | Trentino/Südtirol – Veneto                 | Canazei – Rocca Piétore                                     | Straße                                                | 46° 27′ 15″ N, 11° 53′ 8″ O  |
| Feistritzsattel                                                               | 1298 m        | A      | Niederösterreich – Steiermark              | Trattenbach – Feistritzwald                                 | Straße                                                | 47° 34′ 0″ N, 15° 52′ 0″ O   |
| Fernpass                                                                      | 1215 m        | A      | Tirol                                      | Nassereith – Ehrwald                                        | Hauptstraße                                           | 47° 21′ 46″ N, 10° 49′ 53″ O |
| Filzensattel                                                                  | 1291 m        | A      | Salzburg                                   | Dienten – Maria Alm                                         | Straße                                                | 47° 23′ 50″ N, 13° 0′ 5″ O   |
| Passo Fittanze della Sega                                                     | 1393 m        | I      | Veneto                                     | Erbezzo – Sega di Ala                                       | Straße                                                | 45° 40′ 58″ N, 10° 58′ 45″ O |
| Colle delle Finestre                                                          | 2178 m        | I      | Piemonte                                   | Susa (Piemont) – Fenestrelle                                | Straße / Naturstraße                                  | 45° 4′ 31″ N, 7° 3′ 11″ O    |
| Flexenpass                                                                    | 1773 m        | A      | Vorarlberg                                 | Stuben – Lech am Arlberg                                    | Straße                                                | 47° 9′ 30″ N, 10° 9′ 54″ O   |
| Flüelapass                                                                    | 2383 m        | CH     | Graubünden                                 | Davos Dorf – Susch                                          | Straße Eisenbahn-BT                                   | 46° 45′ 0″ N, 9° 56′ 50″ O   |
| Passo della Foppa Passo del Mortirolo                                         | 1852 m        | I      | Lombardia                                  | Grósio – Édolo                                              | Straße                                                | 46° 14′ 52″ N, 10° 18′ 1″ O  |
| Col de la Forclaz                                                             | 1527 m        | CH, F  | Wallis – Haute-Savoie                      | Martigny – Chamonix                                         | Hauptstraße                                           | 46° 3′ 27″ N, 7° 0′ 6″ O     |
| Passo di Foscagno                                                             | 2291 m        | I      | Lombardia                                  | Valdidentro – Passo d’Eira                                  | Straße                                                | 46° 29′ 40″ N, 10° 12′ 35″ O |
| Furkapass                                                                     | 2429 m        | CH     | Uri – Wallis                               | Realp-Oberwald                                              | Straße Museumsbahn-ST Eisenbahn-BT                    | 46° 34′ 21″ N, 8° 24′ 54″ O  |
| Furkajoch                                                                     | 1759 m        | A      | Vorarlberg                                 | Laterns – Damüls                                            | Straße                                                | 47° 16′ 0″ N, 9° 49′ 58″ O   |
| Furkelsattel Passo Furcia                                                     | 1789 m        | I      | Bolzano/Bozen                              | Olang – St. Vigil                                           | Straße                                                | 46° 43′ 22″ N, 11° 58′ 7″ O  |
| Gaberl                                                                        | 1547 m        | A      | Steiermark                                 | Köflach – Weißkirchen in Steiermark                         | Straße                                                | 47° 6′ 27″ N, 14° 55′ 0″ O   |
| Col du Galibier                                                               | 2645 m        | F      | Hautes-Alpes – Savoie                      | Col de Lautaret – Valloire                                  | Straße Straße-ST                                      | 45° 3′ 55″ N, 6° 24′ 38″ O   |
| Gaichtpass                                                                    | 1093 m        | A      | Tirol                                      | Weißenbach am Lech – Tannheimertal                          | Straße                                                | 47° 27′ 0″ N, 10° 37′ 0″ O   |
| Gampenpass Passo delle Palade                                                 | 1518 m        | I      | Trentino/Südtirol                          | Lana – Fondo                                                | Straße                                                | 46° 31′ 50″ N, 11° 6′ 44″ O  |
| Passo di Gavia                                                                | 2618 m        | I      | Lombardia                                  | Ponte di Legno – Bormio                                     | Straße                                                | 46° 20′ 37″ N, 10° 29′ 17″ O |
| Gerlospass                                                                    | 1531 m        | A      | Salzburg – Tirol                           | Krimml – Gerlos                                             | Straße                                                | 47° 14′ 35″ N, 12° 6′ 37″ O  |
| Col des Gets                                                                  | 1163 m        | F      | Haute-Savoie                               | Taninges – Morzine                                          | Straße                                                | 46° 9′ 34″ N, 6° 40′ 11″ O   |
| Passo di Giau                                                                 | 2233 m        | I      | Veneto                                     | Cortina d’Ampezzo – Selva di Cadore                         | Straße                                                | 46° 29′ 3″ N, 12° 3′ 6″ O    |
| Col du Glandon                                                                | 1924 m        | F      | Savoie                                     | Rochetailee – St-Avre                                       | Straße                                                | 45° 14′ 24″ N, 6° 10′ 30″ O  |
| Glaubenbergpass                                                               | 1543 m        | CH     | Obwalden – Luzern                          | Sarnen / Giswil – Entlebuch                                 | Straße                                                | 46° 53′ 37″ N, 8° 6′ 31″ O   |
| Glaubenbüelenpass                                                             | 1611 m        | CH     | Obwalden – Luzern                          | Giswil – Schüpfheim                                         | Straße                                                | 46° 49′ 7″ N, 8° 5′ 36″ O    |
| St. Gotthard                                                                  | 2106 m        | CH     | Tessin – Uri                               | Airolo – Andermatt                                          | Straße Autobahn-T Eisenbahn-T Eisenbahn-BT            | 46° 33′ 33″ N, 8° 33′ 42″ O  |
| Col de Granon                                                                 | 2413 m        | F      | Hautes-Alpes                               | Chantemerle – Val-des-Prés                                  | Straße                                                | 44° 57′ 46″ N, 6° 36′ 40″ O  |
| Grimselpass                                                                   | 2165 m        | CH     | Bern – Wallis                              | Innertkirchen – Gletsch                                     | Straße                                                | 46° 33′ 40″ N, 8° 20′ 12″ O  |
| Grödner Joch Passo di Gardena                                                 | 2121 m        | I      | Trentino/Südtirol                          | Wolkenstein (Selva/Sëlva) – Corvara                         | Straße                                                | 46° 33′ 0″ N, 11° 48′ 33″ O  |
| Grosse Scheidegg                                                              | 1962 m        | CH     | Bern                                       | Grindelwald – Meiringen                                     | Straße                                                | 46° 39′ 21″ N, 8° 6′ 7″ O    |
| Großglockner-Hochalpenstraße Hochtor                                          | 2504 m        | A      | Salzburg – Kärnten                         | Ferleiten – Heiligenblut                                    | Straße-ST                                             | 47° 4′ 57″ N, 12° 50′ 33″ O  |
| Pass Gschütt                                                                  | 957 m         | A      | Salzburg – Oberösterreich                  | Russbach – Gosau                                            | Straße                                                | 47° 35′ 29″ N, 13° 30′ 20″ O |
| Gurnigel                                                                      | 1608 m        | CH     | Bern                                       | Riggisberg – Zollhaus                                       | Straße                                                | 46° 43′ 55″ N, 7° 26′ 52″ O  |
| Hahntennjoch                                                                  | 1894 m        | A      | Tirol                                      | Boden – Imst                                                | Straße                                                | 47° 17′ 14″ N, 10° 39′ 12″ O |
| Hebalm                                                                        | 1420 m        | A      | Steiermark – Kärnten                       | Kloster – Preitenegg                                        | Straße                                                | 46° 54′ 46″ N, 15° 1′ 50″ O  |
| Hengstpass                                                                    | 985 m         | A      | Steiermark – Oberösterreich                | Altenmarkt – Windischgarsten                                | Straße                                                | 47° 42′ 9″ N, 14° 27′ 36″ O  |
| Hochtannbergpass                                                              | 1697 m        | A      | Vorarlberg                                 | Schröcken – Warth                                           | Straße                                                | 47° 16′ 11″ N, 10° 7′ 52″ O  |
| Ibergeregg                                                                    | 1406 m        | CH     | Schwyz                                     | Einsiedeln – Schwyz                                         | Straße                                                | 47° 1′ 3″ N, 8° 44′ 0″ O     |
| Im Gemärk Passo Cimabanche                                                    | 1530 m        | I      | Veneto                                     | Toblach – Cortina d’Ampezzo                                 | Straße                                                | 46° 37′ 0″ N, 12° 10′ 13″ O  |
| Iselsberg                                                                     | 1209 m        | A      | Tirol                                      | Lienz – Winklern                                            | Straße                                                | 46° 50′ 54″ N, 12° 51′ 9″ O  |
| Col de l’Iseran                                                               | 2764 m        | F      | Savoie                                     | Bonneval-sur-Arc – Val-d’Isère                              | Straße                                                | 45° 25′ 1″ N, 7° 1′ 51″ O    |
| Col d’Izoard                                                                  | 2360 m        | F      | Hautes-Alpes                               | Briançon – Château-Queyras                                  | Straße                                                | 44° 49′ 12″ N, 6° 44′ 6″ O   |
| Col de Jambaz                                                                 | 1027 m        | F      | Haute-Savoie                               | Bellevaux – St. Jéoire                                      | Straße                                                | 46° 14′ 7″ N, 6° 31′ 12″ O   |
| Jaufenpass Passo di Monte Giovo                                               | 2094 m        | I      | Trentino/Südtirol                          | St. Leonhard in Passeier – Sterzing                         | Straße                                                | 46° 50′ 24″ N, 11° 19′ 27″ O |
| Jaunpass Col de Bellegarde                                                    | 1509 m        | CH     | Bern – Freiburg                            | Reidenbach – Charmey                                        | Straße                                                | 46° 35′ 30″ N, 7° 20′ 18″ O  |
| Col de Joux Plane                                                             | 1700 m        | F      | Haute-Savoie                               | Morzine – Samoëns                                           | Straße                                                | 46° 7′ 47″ N, 6° 42′ 36″ O   |
| Col de la Joux Verte                                                          | 1760 m        | F      | Haute-Savoie                               | Morzine – Avoriaz                                           | Straße                                                | 46° 12′ 0″ N, 6° 45′ 33″ O   |
| Julierpass                                                                    | 2284 m        | CH     | Graubünden                                 | Tiefencastel – Silvaplana                                   | Straße                                                | 46° 28′ 15″ N, 9° 43′ 28″ O  |
| Karerpass Passo di Costalunga                                                 | 1745 m        | I      | Trentino/Südtirol                          | Bozen – Pozza di Fassa                                      | Straße                                                | 46° 24′ 24″ N, 11° 36′ 25″ O |
| Kartitscher Sattel                                                            | 1525 m        | A      | Osttirol                                   | Kartitsch – Obertilliach                                    | Straße                                                | 46° 43′ 5″ N, 12° 32′ 25″ O  |
| Katschberg                                                                    | 1641 m        | A      | Salzburg – Kärnten                         | St. Michael im Lungau – Gmünd                               | Straße Autobahn-T                                     | 47° 3′ 33″ N, 13° 36′ 56″ O  |
| Klausenpass                                                                   | 1948 m        | CH     | Uri – Glarus                               | Altdorf – Glarus                                            | Straße                                                | 46° 52′ 10″ N, 8° 51′ 23″ O  |
| Klippitztörl                                                                  | 1642 m        | A      | Kärnten                                    | Lölling-Graben – Bad St. Leonhard                           | Straße                                                | 46° 56′ 12″ N, 14° 40′ 27″ O |
| Kreuzbergpass Passo di Monte Croce di Comélico                                | 1636 m        | I      | Trentino/Südtirol – Veneto                 | Innichen – Comélico                                         | Straße                                                | 46° 39′ 21″ N, 12° 25′ 13″ O |
| Kreuzbergsattel                                                               | 1074 m        | A      | Kärnten                                    | Greifenburg – Weißbriach                                    | Straße                                                | 46° 42′ 33″ N, 13° 15′ 20″ O |
| Kühtaisattel                                                                  | 2017 m        | A      | Tirol                                      | Oetz – Sellrain                                             | Straße                                                | 47° 12′ 58″ N, 11° 1′ 49″ O  |
| Kunkelspass                                                                   | 1357 m        | CH     | Graubünden                                 | Vättis – Tamins                                             | Straße                                                | 46° 51′ 20″ N, 9° 24′ 40″ O  |
| Lahnsattel                                                                    | 1015 m        | A      | Steiermark – Niederösterreich – Steiermark | Frein an der Mürz – Mariazell                               | Straße                                                | 47° 46′ 23″ N, 15° 30′ 20″ O |
| Col de Larche Colle della Maddalena                                           | 1991 m        | F, I   | Alpes-de-Haute-Provence – Piemonte         | Jausiers – Vinadio                                          | Straße                                                | 44° 24′ 54″ N, 6° 54′ 28″ O  |
| Col du Lautaret                                                               | 2058 m        | F      | Hautes-Alpes                               | La Grave – Le Monêtier-les-bains                            | Hauptstraße                                           | 45° 2′ 7″ N, 6° 24′ 18″ O    |
| Lavazèjoch Passo di Lavazè                                                    | 1805 m        | I      | Trentino/Südtirol                          | Cavalese – Bozen                                            | Straße                                                | 46° 21′ 16″ N, 11° 29′ 34″ O |
| Col Lebraut                                                                   | 1110 m        | F      | Hautes-Alpes                               | Chorges – Barrage de Serre-Ponçon                           | Straße                                                | 44° 30′ 21″ N, 6° 17′ 2″ O   |
| Col du Lein                                                                   | 1623 m        | CH     | Wallis                                     | Saxon – Vollèges                                            | Straße – Naturstraße                                  | 46° 6′ 48″ N, 7° 9′ 33″ O    |
| Lenzerheide                                                                   | 1549 m        | CH     | Graubünden                                 | Chur – Tiefencastel                                         | Straße                                                | 46° 45′ 15″ N, 9° 33′ 33″ O  |
| Lienbachsattel                                                                | 1304 m        | A      | Salzburg                                   | Postalm – Pichl                                             | Straße                                                | 47° 37′ 35″ N, 13° 24′ 54″ O |
| Forcola di Livigno                                                            | 2315 m        | CH, I  | Graubünden – Lombardia                     | Berninapass – Punt la Drossa                                | Straße                                                | 46° 26′ 27″ N, 10° 3′ 22″ O  |
| Loiblpass Ljubelj                                                             | 1368 m        | A, SLO | Kärnten                                    | Ferlach – Kranj                                             | Straße Autobahn-T                                     | 46° 26′ 18″ N, 14° 15′ 18″ O |
| Col de la Lombarde                                                            | 2340 m        | F, I   | Alpes-Maritimes – Piemont                  | Isola – Ruviera                                             | Straße                                                | 44° 12′ 9″ N, 7° 9′ 1″ O     |
| Losenpass                                                                     | 1139 m        | A      | Vorarlberg                                 | Dornbirn – Schwarzenberg                                    | Straße                                                | 47° 25′ 22″ N, 9° 48′ 33″ O  |
| Lukmanierpass Passo del Lucomagno Cuolm Lucmagn                               | 1972 m        | CH     | Graubünden – Tessin                        | Disentis/Mustér-Biasca                                      | Straße                                                | 46° 33′ 46″ N, 8° 48′ 3″ O   |
| Col de la Madeleine                                                           | 1993 m        | F      | Savoie                                     | Notre-Dame de Briançon – La Chambre                         | Straße                                                | 45° 26′ 11″ N, 6° 22′ 31″ O  |
| Malojapass                                                                    | 1815 m        | CH     | Graubünden                                 | Soglio – St. Moritz                                         | Straße                                                | 46° 24′ 0″ N, 9° 41′ 45″ O   |
| Passo di Manghen                                                              | 2047 m        | I      | Trentino/Südtirol                          | Borgo – Cavalese                                            | Straße                                                | 46° 10′ 31″ N, 11° 26′ 21″ O |
| Col St. Martin                                                                | 1500 m        | F      | Alpes-Maritimes                            | St. Dalmas – Saint-Martin-Vésubie                           | Straße                                                | 44° 4′ 15″ N, 7° 13′ 19″ O   |
| Mendelpass / Passo di Mendola                                                 | 1363 m        | I      | Trentino/Südtirol                          | Kaltern – Fondo                                             | Straße                                                | 46° 25′ 1″ N, 11° 12′ 26″ O  |
| Col du Mollard                                                                | 1638 m        | F      | Savoie                                     | St. Jean de Maurienne – Col de la Croix de Fer              | Straße                                                | 45° 12′ 35″ N, 6° 20′ 13″ O  |
| Col du Mont Cenis                                                             | 2084 m        | F      | Savoie                                     | Lanslebourg – Susa                                          | Hauptstraße Eisenbahn (aufgegeben)                    | 45° 15′ 34″ N, 6° 54′ 6″ O   |
| Col des Montets                                                               | 1461 m        | CH, F  | Region Rhône-Alpes – Wallis                | Chamonix – Martigny                                         | Straße Eisenbahn-T                                    | 46° 0′ 13″ N, 6° 55′ 24″ O   |
| Col de Montgenèvre                                                            | 1854 m        | F      | Hautes-Alpes                               | Briançon – Cesana Torinese                                  | Hauptstraße                                           | 44° 55′ 46″ N, 6° 43′ 6″ O   |
| Colle dei Morti / Colle Fauniera                                              | 2481 m        | I      | Piemont                                    | Canosio – Demonte                                           | Straße                                                | 44° 14′ 59″ N, 6° 50′ 45″ O  |
| Pas de Morgins                                                                | 1369 m        | CH, F  | Wallis                                     | Monthey – Abondance                                         | Straße                                                | 46° 23′ 11″ N, 7° 7′ 18″ O   |
| Col des Mosses                                                                | 1445 m        | CH     | Waadt                                      | Aigle – Château-d’Oex                                       | Straße                                                | 46° 23′ 44″ N, 7° 6′ 8″ O    |
| Col de la Moutière                                                            | 2454 m        | F      | Seealpen                                   | Col de la Cayolle – Col de Restefond – St. Etienne de Tinée | Naturstraße                                           | 44° 18′ 50″ N, 6° 47′ 48″ O  |
| Nassfeldpass Passo Pramollo                                                   | 1530 m        | A, I   | Kärnten                                    | Tröpolach – Pontebba                                        | Straße                                                | 46° 33′ 36″ N, 13° 16′ 33″ O |
| Alpe di Neggia                                                                | 1395 m        | CH, I  | Tessin – I                                 | Vira – Indemini                                             | Straße                                                | 46° 6′ 42″ N, 8° 50′ 45″ O   |
| Niederalpl                                                                    | 1221 m        | A      | Steiermark                                 | Wegscheid – Mürzsteg                                        | Straße                                                | 47° 40′ 51″ N, 15° 22′ 39″ O |
| Nigerpass Passo Nigra                                                         | 1630 m        | I      | Trentino/Südtirol                          | Blumau – Karerpass                                          | Straße                                                | 46° 27′ 21″ N, 11° 35′ 9″ O  |
| Nockalmstraße (Eisentalhöhe & Schiestelscharte)                               | 2040 m 2012 m | A      | Kärnten                                    | Krems – Reichenau                                           | Straße                                                | 46° 53′ 24″ N, 13° 47′ 37″ O |
| Nufenenpass                                                                   | 2478 m        | CH     | Wallis – Tessin                            | Ulrichen – Airolo                                           | Straße                                                | 46° 28′ 37″ N, 8° 23′ 16″ O  |
| Obdacher Sattel                                                               | 955 m         | A      | Steiermark – Kärnten                       | Weißkirchen in Steiermark – Wolfsberg                       | Straße Eisenbahn                                      | 47° 2′ 33″ N, 14° 43′ 13″ O  |
| Oberalppass                                                                   | 2044 m        | CH     | Graubünden – Uri                           | Disentis/Mustér – Andermatt                                 | Straße Eisenbahn                                      | 46° 39′ 31″ N, 8° 40′ 17″ O  |
| Oberjochpass                                                                  | 1178 m        | A, D   | Bayern – Tirol                             | Bad Hindelang – Tannheim                                    | Hauptstraße                                           | 47° 31′ 27″ N, 10° 26′ 22″ O |
| Ofenpass Pass dal Fuorn                                                       | 2145 m        | CH     | Graubünden                                 | Zernez - Santa Maria Val Müstair                            | Straße                                                | 46° 38′ 23″ N, 10° 17′ 33″ O |
| Col d’Ornon                                                                   | 1371 m        | F      | Isère                                      | Le Bourg-d’Oisans – Valbonais                               | Straße                                                | 45° 0′ 33″ N, 5° 58′ 4″ O    |
| Packsattel                                                                    | 1169 m        | A      | Kärnten – Steiermark                       | Twimberg – Köflach                                          | Straße Autobahn                                       | 46° 57′ 56″ N, 14° 58′ 41″ O |
| Reiterjoch Passo di Pampeago                                                  | 1983 m        | I      | Trentino/Südtirol                          | Tésero – Bozen                                              | Straße                                                | 46° 21′ 7″ N, 11° 32′ 40″ O  |
| Panider Sattel Passo di Pinei                                                 | 1442 m        | I      | Bolzano/Bozen                              | Ortisei – Kastelruth                                        | Straße                                                | 46° 34′ 49″ N, 11° 37′ 21″ O |
| Penser Joch Passo di Pénnes                                                   | 2234 m        | I      | Trentino/Südtirol                          | Sterzing – Bozen                                            | Straße                                                | 46° 49′ 8″ N, 11° 26′ 32″ O  |
| Pfaffensattel                                                                 | 1372 m        | A      | Steiermark                                 | Steinhaus/Semmering – Rettenegg                             | Straße                                                | 47° 34′ 20″ N, 15° 49′ 5″ O  |
| Passo Pian delle Fugazze                                                      | 1163 m        | I      | Trentino / Veneto                          | Vallarsa – Valli del Pasubio                                | Straße                                                | 45° 45′ 34″ N, 11° 10′ 20″ O |
| Col du Pillon                                                                 | 1546 m        | CH     | Waadt                                      | Le Sépey – Gstaad                                           | Straße                                                | 46° 21′ 25″ N, 7° 12′ 56″ O  |
| Col des Planches                                                              | 1411 m        | CH     | Wallis                                     | Martigny – Sembrancher                                      | Straße                                                | 46° 5′ 47″ N, 7° 7′ 29″ O    |
| Plöckenpass Passo di Monte Croce Carnico                                      | 1357 m        | A, I   | Kärnten – Friuli-Venezia Giulia            | Kötschach-Mauthen – Paluzza                                 | Straße                                                | 46° 36′ 13″ N, 12° 56′ 42″ O |
| Col de Pontis                                                                 | 1301 m        | F      | Alpes-de-Haute-Provence                    | Le Lauzet-Ubaye – Savines-le-Lac                            | Straße                                                | 44° 29′ 16″ N, 6° 20′ 56″ O  |
| Pordoijoch - Passo Pordoi                                                     | 2239 m        | I      | Trentino/Südtirol – Veneto                 | Canazei – Pieve                                             | Straße                                                | 46° 29′ 15″ N, 11° 48′ 45″ O |
| Präbichl                                                                      | 1226 m        | A      | Steiermark                                 | Vordernberg – Eisenerz                                      | Straße Museumsbahn                                    | 47° 31′ 27″ N, 14° 56′ 51″ O |
| Pragelpass                                                                    | 1548 m        | CH     | Glarus – Schwyz                            | Glarus – Schwyz                                             | Straße                                                | 46° 59′ 57″ N, 8° 52′ 10″ O  |
| Passo di Pramadiccio                                                          | 1443 m        | I      | Trentino                                   | Stava – Varena                                              | Straße                                                | 46° 19′ 5″ N, 11° 29′ 22″ O  |
| Col du Pré                                                                    | 1703 m        | F      | Savoie                                     | Beaufort (Savoie) – Lac de Roselend                         | Straße                                                | 45° 41′ 25″ N, 6° 35′ 53″ O  |
| Preiner Gscheid                                                               | 1070 m        | A      | Niederösterreich – Steiermark              | Reichenau an der Rax – Kapellen                             | Straße                                                | 47° 40′ 27″ N, 15° 43′ 26″ O |
| Pretalsattel                                                                  | 1068 m        | A      | Steiermark                                 | Veitsch – Turnau                                            | Straße                                                | 47° 34′ 42″ N, 15° 25′ 26″ O |
| Pyhrnpass                                                                     | 954 m         | A      | Oberösterreich – Steiermark                | Spital am Pyhrn – Liezen                                    | Straße Autobahn-T Eisenbahn-T                         | 47° 36′ 41″ N, 14° 17′ 13″ O |
| Radstädter Tauernpass                                                         | 1738 m        | A      | Salzburg                                   | Radstadt – Mauterndorf                                      | Straße Autobahn-T                                     | 47° 14′ 53″ N, 13° 33′ 33″ O |
| Ramaz                                                                         | 1559 m        | F      | Haute-Savoie                               | Mieussy – Les Gets                                          | Straße                                                | 46° 9′ 47″ N, 6° 34′ 14″ O   |
| Raten                                                                         | 1077 m        | CH     | Zug                                        | Oberägeri – Biberbrugg                                      | Straße                                                | 47° 8′ 31″ N, 8° 39′ 49″ O   |
| Reschenpass Passo di Résia                                                    | 1504 m        | I      | Trentino/Südtirol                          | Nauders – Mals                                              | Hauptstraße                                           | 46° 50′ 45″ N, 10° 30′ 22″ O |
| Riedbergpass                                                                  | 1420 m        | D      | Bayern                                     | Fischen – Balderschwang                                     | Straße                                                | 47° 26′ 14″ N, 10° 10′ 37″ O |
| Passo Rolle                                                                   | 1989 m        | I      | Trentino/Südtirol                          | Predazzo – Transaqua                                        | Straße                                                | 46° 17′ 47″ N, 11° 47′ 13″ O |
| Cormet de Roselend                                                            | 1967 m        | F      | Savoie                                     | Beaufort – Bourg-Saint-Maurice                              | Straße                                                | 45° 41′ 34″ N, 6° 41′ 31″ O  |
| Saanenmöser                                                                   | 1279 m        | CH     | Bern                                       | Zweisimmen – Saanen                                         | Straße                                                | 46° 30′ 45″ N, 7° 18′ 8″ O   |
| Colle di Sampeyre                                                             | 2284 m        | I      | Piemont                                    | Sampeyre (Vareitatal) – Ponte Mármora (Mairatal)            | Straße                                                | 44° 33′ 4″ N, 7° 7′ 11″ O    |
| Col des Saisies                                                               | 1650 m        | F      | Savoie                                     | Notre Dame de Bellecombe – Beaufort                         | Straße                                                | 45° 45′ 39″ N, 6° 32′ 0″ O   |
| Col Sant’Angelo                                                               | 1756 m        | I      | Veneto                                     | Toblach – Auronzo di Cadore                                 | Straße                                                | 46° 35′ 5″ N, 12° 15′ 12″ O  |
| San Bernardino                                                                | 2067 m        | CH     | Graubünden                                 | Hinterrhein – San Bernardino                                | Straße Hauptstraße-Tunnel                             | 46° 29′ 48″ N, 9° 10′ 18″ O  |
| Passo San Marco                                                               | 1985 m        | I      | Lombardia                                  | Sondrio – Bergamo                                           | Straße                                                | 46° 2′ 49″ N, 9° 37′ 22″ O   |
| Passo San Pellegrino                                                          | 1918 m        | I      | Trentino/Südtirol                          | Moena – Falcade                                             | Straße                                                | 46° 22′ 42″ N, 11° 47′ 27″ O |
| Passo Santa Barbara                                                           | 1170 m        | I      | Trentino                                   | Ronzo-Chienis – Arco                                        | Straße                                                | 45° 53′ 45″ N, 10° 56′ 27″ O |
| Col de Sarenne                                                                | 1999 m        | F      | Isère                                      | Le Bourg-d’Oisans – Mizoën                                  | Straße                                                | 45° 5′ 15″ N, 6° 8′ 57″ O    |
| Sattelegg                                                                     | 1190 m        | CH     | Schwyz                                     | Siebnen – Willerzell                                        | Straße                                                | 47° 7′ 38″ N, 8° 50′ 48″ O   |
| Schaidasattel                                                                 | 1068 m        | A      | Kärnten                                    | Zell-Schaida – Bad Eisenkappel                              | Straße                                                | 46° 28′ 43″ N, 14° 28′ 3″ O  |
| Schanzsattel                                                                  | 1171 m        | A      | Steiermark                                 | Stanz im Mürztal – Fischbach                                | Straße                                                | 47° 27′ 27″ N, 15° 35′ 36″ O |
| Schiestelscharte                                                              | 2027 m        | A      | Kärnten                                    | Innerkrems – Ebene Reichenau                                | Straße                                                | 46° 53′ 24″ N, 13° 47′ 38″ O |
| Schönfeldsattel                                                               | 1740 m        | A      | Kärnten, Salzburg                          | Innerkrems – Bundschuh                                      | Straße                                                | 46° 58′ 37″ N, 13° 46′ 18″ O |
| Schwägalp                                                                     | 1278 m        | CH     | Ausserrhoden                               | Nesslau – Urnäsch                                           | Straße                                                | 47° 15′ 21″ N, 9° 18′ 30″ O  |
| Steirischer Seeberg                                                           | 1246 m        | A      | Steiermark                                 | Gußwerk – Dörflach                                          | Straße                                                | 47° 37′ 33″ N, 15° 16′ 57″ O |
| Seebergsattel Jezerski vrh                                                    | 1215 m        | A      | Kärnten                                    | Eisenkappel – Kranj                                         | Straße                                                | 46° 25′ 9″ N, 14° 31′ 38″ O  |
| Seefelder Sattel                                                              | 1185 m        | A      | Tirol                                      | Zirl – Mittenwald                                           | Straße                                                | 47° 19′ 4″ N, 11° 11′ 52″ O  |
| Sellajoch Passo di Sella                                                      | 2218 m        | I      | Trentino/Südtirol                          | Canazei – Wolkenstein                                       | Straße                                                | 46° 30′ 24″ N, 11° 45′ 26″ O |
| Semmering-Pass                                                                | 984 m         | A      | Niederösterreich – Steiermark              | Gloggnitz – Mürzzuschlag                                    | Straße Autobahn (T) Eisenbahn                         | 47° 37′ 59″ N, 15° 49′ 48″ O |
| Colle del Sestriere                                                           | 2035 m        | I      | Piemont                                    | Cesana Torinese – Fenestrelle                               | Straße                                                | 44° 57′ 25″ N, 6° 52′ 45″ O  |
| Simplonpass                                                                   | 2006 m        | CH     | Wallis                                     | Brig – Domodossola                                          | Hauptstraße Eisenbahn-BT                              | 46° 15′ 3″ N, 8° 2′ 0″ O     |
| Sölkpass                                                                      | 1788 m        | A      | Steiermark                                 | Gröbming – Murau                                            | Straße                                                | 47° 16′ 36″ N, 14° 5′ 3″ O   |
| Passo del Sommo                                                               | 1343 m        | I      | Trentino                                   | Carbonare – Folgaria                                        | Straße                                                | 45° 55′ 11″ N, 11° 12′ 22″ O |
| Spitzingsattel                                                                | 1128 m        | D      | Bayern                                     | Rottach-Egern – Schliersee-Neuhaus                          | Straße                                                | 47° 40′ 21″ N, 11° 53′ 12″ O |
| Splügenpass Passo della Spluga                                                | 2114 m        | CH, I  | Graubünden – Lombardia                     | Splügen – Chiavenna                                         | Straße                                                | 46° 30′ 20″ N, 9° 19′ 49″ O  |
| Staller Sattel Passo di Stalle                                                | 2052 m        | A, I   | Tirol – Südtirol                           | St. Jakob im Defereggental – Antholz                        | Straße                                                | 46° 53′ 16″ N, 12° 11′ 58″ O |
| Staulanzapass Forcella Staulanza                                              | 1770 m        | I      | Veneto                                     | Colle Santa Lucia – Forno di Zoldo                          | Straße                                                | 46° 25′ 15″ N, 12° 6′ 16″ O  |
| Stilfser Joch Passo di Stelvio                                                | 2758 m        | I      | Lombardia – Trentino/Südtirol              | Bormio – Prad                                               | Straße                                                | 46° 31′ 42″ N, 10° 27′ 12″ O |
| Sudelfeldpass                                                                 | 1097 m        | D      | Bayern                                     | Bayrischzell – Tatzelwurm                                   | Straße                                                | 47° 40′ 44″ N, 12° 2′ 8″ O   |
| Sustenpass                                                                    | 2224 m        | CH     | Uri – Bern                                 | Innertkirchen – Wassen                                      | Straße                                                | 46° 43′ 49″ N, 8° 26′ 58″ O  |
| Col du Télégraphe                                                             | 1566 m        | F      | Savoie                                     | St. Michel de Maurienne – Valloire                          | Hauptstraße                                           | 45° 12′ 9″ N, 6° 26′ 40″ O   |
| Colle di Tenda Col de Tende                                                   | 1871 m        | F, I   | Alpes-Maritimes – Piemonte                 | Tende – Limone Piemonte                                     | Straße Straße-T Eisenbahn-T                           | 44° 8′ 59″ N, 7° 33′ 42″ O   |
| Pass Thurn                                                                    | 1274 m        | A      | Salzburg – Tirol                           | Mittersill – Kitzbühel                                      | Straße                                                | 47° 18′ 30″ N, 12° 24′ 32″ O |
| Timmelsjoch Passo di Rombo                                                    | 2474 m        | A, I   | Tirol – Südtirol                           | Obergurgl – St. Leonhard in Passeier                        | Straße                                                | 46° 54′ 19″ N, 11° 5′ 51″ O  |
| Tonalepass Passo del Tonale                                                   | 1884 m        | I      | Lombardia                                  | Ponte di Legno – Male                                       | Straße                                                | 46° 15′ 29″ N, 10° 34′ 51″ O |
| Passo Tre Croci                                                               | 1809 m        | I      | Belluno                                    | Auronzo di Cadore – Cortina d’Ampezzo                       | Straße                                                | 46° 33′ 24″ N, 12° 12′ 9″ O  |
| Tremalzopass Passo di Tremalzo                                                | 1830 m        | I      | Trento                                     | Vésio – Val d’Ampola                                        | Straße-T-ST                                           | 45° 50′ 20″ N, 10° 42′ 12″ O |
| Triebener Tauern                                                              | 1274 m        | A      | Steiermark                                 | Trieben – Möderbrugg                                        | Straße                                                | 47° 25′ 59″ N, 14° 28′ 45″ O |
| Col de Turini                                                                 | 1607 m        | F      | Alpes-Maritimes                            | Lantosque – Sospel                                          | Straße                                                | 43° 58′ 38″ N, 7° 23′ 30″ O  |
| Turracher Höhe                                                                | 1795 m        | A      | Steiermark – Kärnten                       | Predlitz-Turrach – Reichenau (Kärnten)                      | Straße                                                | 46° 54′ 52″ N, 13° 52′ 30″ O |
| Umbrailpass Giogo de Santa Maria                                              | 2501 m        | CH, I  | Graubünden – Lombardia                     | Bormio – Santa Maria                                        | Straße                                                | 46° 32′ 30″ N, 10° 26′ 0″ O  |
| Col de Valberg                                                                | 1673 m        | F      | Alpes-Maritimes                            | Guillaumes – Beuil                                          | Straße                                                | 44° 5′ 22″ N, 6° 55′ 7″ O    |
| Passo di Valles                                                               | 2033 m        | I      | Veneto                                     | Passo di Rolle – Falcade                                    | Straße                                                | 46° 20′ 19″ N, 11° 48′ 2″ O  |
| Valparolapass Passo di Valparola                                              | 2197 m        | I      | Veneto                                     | Altino – Passo di Falzarego                                 | Straße                                                | 46° 32′ 42″ N, 11° 58′ 24″ O |
| Col de Vars                                                                   | 2109 m        | F      | Hautes-Alpes – Alpes-de-Haute-Provence     | Guillestre – Jausiers                                       | Straße                                                | 44° 32′ 15″ N, 6° 42′ 11″ O  |
| Passo Vezzena                                                                 | 1414 m        | I      | Trentino                                   | Asiago – Lavarone                                           | Straße                                                | 45° 57′ 24″ N, 11° 19′ 44″ O |
| Passo del Vivione                                                             | 1828 m        | I      | Lombardia                                  | Schilpário – Malonno                                        | Straße                                                | 46° 2′ 17″ N, 10° 12′ 12″ O  |
| Vorder Höhi                                                                   | 1537 m        | CH     | Sankt Gallen                               | Amden – Starkenbach                                         | Straße                                                | 47° 10′ 10″ N, 9° 12′ 0″ O   |
| Vršičpass                                                                     | 1611 m        | SLO    | Slowenien, SLO                             | Kranjska Gora, Kal Koritnica                                | Straße                                                | 46° 26′ 13″ N, 13° 44′ 36″ O |
| Wechsel                                                                       | 1031 m        | D      | Bayern                                     | Rottach-Egern – Forsthaus Valepp                            | Straße                                                | 47° 38′ 41″ N, 11° 50′ 34″ O |
| Weinebene                                                                     | 1668 m        | A      | Steiermark                                 | Wolfsberg – Deutschlandsberg                                | Straße                                                | 46° 50′ 24″ N, 15° 0′ 59″ O  |
| Wastl am Wald                                                                 | 1110 m        | A      | Niederösterreich                           | Puchenstuben – Lassingrotte                                 | Straße                                                | 47° 53′ 38″ N, 15° 18′ 14″ O |
| Wildhaus                                                                      | 1090 m        | CH     | Sankt Gallen                               | Gams – Neu St. Johann                                       | Hauptstraße                                           | 47° 12′ 12″ N, 9° 21′ 1″ O   |
| Windische Höhe                                                                | 1110 m        | A      | Kärnten                                    | Matschiedl – Kreuzen                                        | Straße                                                | 46° 38′ 10″ N, 13° 32′ 49″ O |
| Wolfgang                                                                      | 1632 m        | CH     | Graubünden                                 | Davos-Dorf – Klosters                                       | Straße                                                | 46° 49′ 59″ N, 9° 51′ 13″ O  |
| Wurzenpass                                                                    | 1073 m        | A, SLO | Kärnten                                    | Villach – Kranjska Gora                                     | Straße                                                | 46° 31′ 19″ N, 13° 45′ 9″ O  |
| Würzjoch Passo delle Erbe Ju de Börz                                          | 1994 m        | I      | Trentino/Südtirol                          | Brixen – San Martino in Badia                               | Straße                                                | 46° 40′ 30″ N, 11° 48′ 51″ O |
| Passo Xomo                                                                    | 1058 m        | I      | Veneto                                     | Posina – Valli del Pasubio                                  | Straße                                                | 45° 46′ 36″ N, 11° 14′ 14″ O |
| Zeinisjoch                                                                    | 1842 m        | A      | Vorarlberg/Tirol                           | Galtür – Partenen                                           | Straße                                                | 46° 58′ 39″ N, 10° 8′ 30″ O  |